# CyberArts International

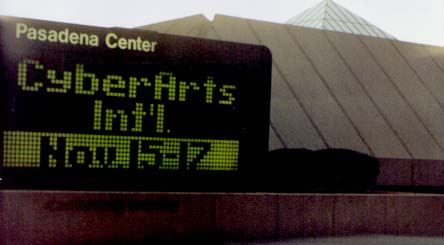
Marquesina fuera del Pasadena Center durante la exposición CyberArts International de noviembre de 1991.

CyberArts International fue una serie de conferencias sobre tecnologías emergentes que tuvieron lugar durante los años 1990, 1991 y 1992 en Los Ángeles y Pasadena, California. Las reuniones reunieron a artistas y desarrolladores de todo tipo de nuevos medios, incluidos ingenieros de software, músicos electrónicos y artistas gráficos, para explorar lo que era un campo nuevo en ese momento: las colaboraciones en medios digitales.
Una cuarta exposición de reunión se celebró en San Francisco en septiembre de 2001, pero su asistencia se vio disminuida por las dificultades de transporte que siguieron a los ataques terroristas del 11 de septiembre.
Las conferencias abordaron la interrelación entre tecnología informática, diseño visual, música y sonido, educación y entretenimiento.

## Historia

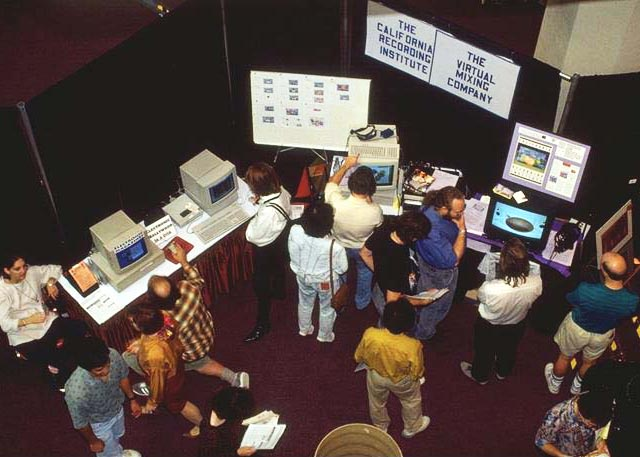
Las exposiciones de CyberArts International fueron una amalgama de conferencias educativas, festivales de música, exposiciones de arte y ferias comerciales.

### Fondo
CyberArts International fue una serie de tres conferencias y exposiciones anuales celebradas en el sur de California de 1990 a 1992, centrándose en tecnologías y técnicas emergentes para artistas que trabajan para construir interactividad o en el campo multimedia.  Las exposiciones fueron desarrolladas originalmente por Dominic Milano, editor de Keyboard Magazine, quien actuó como presidente de la conferencia, en colaboración con Robert B. Gelman, productor de eventos y director de desarrollo comercial de Miller Freeman Expositions  y coproducidas por Linda Jacobson. quien luego editó la antología CyberArts: Exploring Art and Technology,  publicada por Miller Freeman, Inc. en 1992.
Otros miembros del personal remunerado y voluntarios también ayudaron en la preparación del evento, incluidas las organizaciones artísticas YLEM  y EZTV,  así como el autor y editor Michael Gosney de Verbum Magazine, quien luego coprodujo una serie de Digital Be-Ins con Robert Gelman de 1993 a 1998. 

### La nación de ciberarte
El término ciberarte es un acrónimo que combina la raíz de la palabra cibernética, que trata del estudio de los sistemas de control en máquinas y sistemas nerviosos humanos, y la palabra para los amplios campos creativos que se ocupan de la creación de objetos de forma, belleza y expresión.  La inspiración para las conferencias CyberArts International giró en torno a las implicaciones artísticas de las tecnologías rápidamente cambiantes relacionadas con las computadoras, los dispositivos de entrada, el almacenamiento digital, las redes y la reproducción, tecnologías paralelas que estaban revolucionando las artes visuales y sonoras tradicionales y haciendo posibles nuevas formas de expresión artística. 
Como señaló un entusiasta, estas nuevas y cambiantes herramientas informáticas sirvieron para "mejorar el proceso creativo al facilitar la experimentación con combinaciones de colores, capas de sonido, transiciones de escenas, modelos 3D, retoque fotográfico y personajes animados". 

### Estructura de la convención

El compositor e innovador técnico Tod Machover hizo una demostración del Hyper-Glove, que altera el sonido, mientras dirigía a músicos en el festival CyberArts International de 1990.

El concepto motivador detrás de las convenciones CyberArts International fue el deseo de reunir a artistas que trabajan en los diversos nuevos medios y a las empresas que producen herramientas para dicho trabajo, combinando exposición artística con feria comercial. Durante el día, las reuniones incluyeron exhibiciones interactivas y pasillos de stands tradicionales que se encuentran en cualquier feria comercial ordinaria. Además, hubo numerosas instalaciones de arte interactivas, incluidas algunas que podían montarse como atracciones de un parque de diversiones y otras que eran para su época demostraciones de juegos interactivos de vanguardia. En estas exposiciones tecnológicas se demostraron a los participantes tecnologías icónicas del futuro, como los CD-ROM y la realidad virtual.  La editora electrónica Jaime Levy exhibió y vendió su revista en disquete "Cyber Rag" que fue creada en HyperCard.
Los festivales CyberArts International también incluyeron conferencias y talleres que abordaron el proceso de creación de formas artísticas de nuevos medios, lo que permitió debatir sobre la justificación y las implicaciones de dicho trabajo. También hubo arte colaborativo espontáneo y performance en tiempo real. 
También se llevaron a cabo conciertos nocturnos junto con los festivales CyberArts International, con actuaciones de músicos interesados en las nuevas tecnologías como Jaron Lanier, Stanley Jordan, Todd Rundgren, Tod Machover y D'Cuckoo.

### Eventos

En cada convención se escucharon oradores principales que expusieron la relación de la tecnología con las artes.

Entre 1990 y 1992 se celebraron tres conferencias anuales. Estos fueron cubiertos por medios locales y nacionales, incluidos Los Angeles Times, Macworld, PC World y Amusement Today, que informaron sobre varios aspectos de los eclécticos eventos. Los medios de comunicación compararon los conciertos asociados con las conferencias con un "Techno-Woodstock" o una "fiesta visionaria". 
CyberArts International X, una reunión de 10 años que conmemora los eventos originales de CyberArts International, se celebró en The Exploratorium de San Francisco los días 15 y 16 de septiembre de 2001. Se invitó a todos los participantes originales a regresar y actualizarse unos a otros sobre los desarrollos de la década pasada, y se revelarían algunas innovaciones en arte y tecnología.  Los ataques terroristas del 11 de septiembre intervinieron, impactando dramáticamente el sistema de transporte aéreo estadounidense e impidiendo la participación de algunos participantes programados en la conferencia. 
Muchas figuras clave, incluida Fiorella Terenzi de Italia, se limitaron a participar a través de una conferencia web, empañada por el ancho de banda relativamente bajo del día. Se creó un Haiku Wall para permitir que los asistentes se expresaran, y las actuaciones contaron con varios artistas emergentes de esa época.

## Fechas del evento
| Convención                   | Ubicación                          | Fecha                                         | Notas                                              |
| ---------------------------- | ---------------------------------- | --------------------------------------------- | -------------------------------------------------- |
| CyberArts Internacional 1990 | Biltmore Hotel, Los Ángeles        | 7-9 de septiembre de 1990                     | Conferencia magistral de Ted Nelson .              |
| CyberArts Internacional 1991 | Centro de convenciones de Pasadena | 15-17 de noviembre de 1991                    | Conferencia magistral de Trip Hawkins .            |
| CyberArts Internacional 1992 | Centro de convenciones de Pasadena | Del 29 de octubre al 29 de noviembre. 1, 1992 | Conferencia magistral de Stewart Brand .           |
| CyberArts Internacional X    | El Exploratorio, San Francisco     | 15 y 16 de septiembre de 2001                 | Keynote de Fiorella Terenzi (vía teleconferencia). |

## Otras lecturas
- Michael Czeiszperger y Atau Tanaka, "CyberArts International", Computer Music Journal, vol. 16, núm. 3 (otoño de 1992), págs. 92-96. En JSTOR
- Kit Galloway y Sherrie Rabinowitz, "Bienvenidos a 'Electronic Café International': un buen lugar para tomar café caliente, té helado y espacio virtual: versión pictóricamente mejorada", en Linda Jacobson (ed.), Cyberarts: Exploring Art & Technology. San Francisco, California: Miller Freeman, Inc., 1992.
- Cynthia Goodman, Visiones digitales. Nueva York: Harry N. Abrams, 1997.
- Diane Haithman, "Festival '90: La realidad es diferente en la Convención CyberArts", Los Angeles Times, 8 de septiembre de 1990.
- Linda Jacobson (ed.), Cyberarts: exploración del arte y la tecnología. San Francisco, California: Miller Freeman, Inc., 1992.ISBN 0-87930-253-4.
- Theodor Holm Nelson, "Virtual World Without End" en Actas de la Conferencia Internacional Cyber Arts, septiembre de 1990.
- Frank Popper, El arte de la era electrónica. Nueva York: Harry N. Abrams, 1993.
- Atau Tanaka, "CyberArts International", Computer Music Journal, vol. 15, núm. 1 (primavera de 1991), págs. 55-58. En JSTOR